# Staffan Olsson
|  | Aquest article tracta sobre el jugador d'handbol suec. Si cerqueu el cantant suec de gènere europop, vegeu «Bosson». |

Erik Staffan Olsson (nascut el 26 de març de 1964), és un exjugador d'handbol suec, i posteriorment seleccionador nacional de Suècia. Olsson, qui sempre lluïa el número 13, jugava com a extrem dretà (tot i que és esquerrà), i tenia un dels millors tirs entre els jugadors d'elit.

## Carrera esportiva
Olsson va néixer a Uppsala, Uppland. Va començar a jugar als deu anys, a l'equip de Skånela. Posteriorment, va jugar als clubs Huttenberg, Niederwurzbach, HK Cliff, THW Kiel i Hammarby. Va jugar uns 350 partits (amb 852 gols) amb la selecció d'handbol de Suècia
Després d'una llarga carrera a Alemanya va retornar a Suècia i hi va jugar la seva darrera temporada al club de Hammarby, el qual posteriorment va entrenar, aconseguint-hi tres lligues consecutives.

## Participació en olimpíades
El 1988 fou membre de la selecció sueca que acabà cinquena als Jocs Olímpics de Seül 1988. Hi va jugar tots sis partits, i marcà 16 gols.
Quatre anys més tard, formà part de l'equip suec que va guanyar la medalla d'argent als Jocs Olímpics de Barcelona’92. Hi va jugar sis partits, i hi marcà set gols.
Als Jocs Olímpics de 1996 hi va guanyar la seva segona medalla d'argent amb l'equip suec. Hi va jugar cinc partits, i hi marcà set gols.
La seva darrera participació en unes Olimpíades fou als Jocs Olímpics de Sydney 2000, on hi guanyà una tercera medalla d'argent amb la selecció sueca. Hi va jugar sis partits, i marcà dotze gols.

## Clubs
- Suècia Skånela
- Suècia HK Cliff
- Alemanya TV Hüttenberg (-1991)
- Alemanya TV Niederwurzbach (1992–1996)
- Alemanya THW Kiel (1996–2003)
- Suècia Hammarby (2003–2004)
- Espanya Ademar León (2004 (6 mesos))
- Suècia Hammarby (2004–2006)

## Entrenador
- Suècia Hammarby (2005-2011[1])
- Suècia National team (2008-) amb Ola Lindgren